# Trajano de Morais
Trajano de Moraes est une municipalité brésilienne de l'État de Rio de Janeiro et la Microrégion de Santa Maria Madalena.